# Harald Schulz
Harald Schulz (* 27. August 1933; † 1. Juni 2010) war ein Generalleutnant des Heeres der Bundeswehr.

## Leben
Von 1964 bis 1966 absolvierte Schulz den 7. Generalstabslehrgang Heer an der Führungsakademie der Bundeswehr in Hamburg, wo er zum Offizier im Generalstabsdienst ausgebildet wurde. Er war von 1. April 1985 bis 10. März 1988 Kommandeur der 3. Panzerdivision der Bundeswehr und von 1. April 1988 bis 31. März 1992 Stellvertretender Inspekteur des Heeres. Von 1995 bis 2002 war er Präsident des Kuratoriums des Ehrenmals des Deutschen Heeres.

## Auszeichnungen
- 1987: Verdienstkreuz 1. Klasse der Bundesrepublik Deutschland
- 1991: Großes Verdienstkreuz der Bundesrepublik Deutschland